# Zopfli
Zopfli — программное обеспечение для сжатия данных, кодирующее данные в форматы DEFLATE, gzip и zlib. Оно сжимает данные с большим коэффициентом сжатия, чем другие реализации DEFLATE и zlib, но требует значительно больше времени для создания архива. Программное обеспечение было выпущено компанией Google в феврале 2013 года в качестве свободной библиотеки под лицензией Apache версии 2.0. Название Zöpfli является швейцарским диминутивом от слова zopf — названия швейцарского хлеба.

## Свойства и использование
Zopfli может создавать как чистый поток данных DEFLATE, так и данные DEFLATE, помещённые в форматы gzip или zlib. По умолчанию программа сжимает в 15 итераций, однако может быть настроена на осуществление меньшего или большего числа итераций для соблюдения баланса между временем и коэффициентом сжатия.
При настройках по умолчанию результат работы Zopfli обычно на 3—8 % меньше, чем результат работы zlib с максимальным доступным коэффициентом сжатия, однако сжатие требует примерно в 80 раз больше времени. Время распаковки архивов, созданных Zopfli и zlib, практически не различается.
В силу значительно более медленного сжатия zopfli менее пригоден для использования для сжатия на ходу и обычно используется для единовременного сжатия статичных данных. Это, в частности, истинно для веб-содержимого, передающегося с помощью сжимаемого HTTP на основе DEFLATE, и веб-содержимого в форматах, основанных на DEFLATE, таких как PNG или WOFF.

## Технология
Большая плотность информации достигается за счёт более полных техник сжатия. Метод основывается на итеративном моделировании энтропии и алгоритмах поиска кратчайшего пути для поиска пути минимальной битовой стоимости в графе всех возможных DEFLATE-представлений несжатых данных.

## История
Zopfli основывается на алгоритме, созданном Йюрки Алакуйялой. Исследовательская реализация Zopfli была создана Йюрки Алакуйялой и Лоде Вандевенне, работниками Google. Первая публичная версия программы вышла в феврале 2013 года. Версия 1.0 была выпущена в апреле 2013 года.